# Manuel Inostroza
Manuel Adrián Inostroza Palma (Puerto Montt, 19 de octubre de 1966) es un médico, consultor y político democratacristiano chileno, ex superintendente de Salud de los gobiernos de los presidentes Ricardo Lagos, Michelle Bachelet y Sebastián Piñera. Fue Decano de la Facultad de Medicina y Ciencia de la Universidad San Sebastián y actualmente es académico de salud pública de la Universidad Andrés Bello.

## Biografía

### Vida privada
Hijo de un vendedor y de una propietaria de una peluquería, estudió en el Colegio San Francisco Javier de Puerto Montt. En 1984 emigró a la capital desde su ciudad natal, ubicada en la zona centro-sur del país, para estudiar medicina en la Universidad de Chile. En esta casa de estudios empezó una carrera política que lo llevaría a ser presidente de su influyente federación de estudiantes FECh, cargo que asumió en mayo de 1990, justo después de la salida del general Augusto Pinochet del Gobierno central.

### Formación académica
Se tituló como médico cirujano y luego obtuvo un magíster en Administración de Salud de la misma corporación. El año 2000 recibió la beca Fulbright, llegando a cursar un programa de máster en Financiamiento y Administración de Salud Pública en la Universidad Johns Hopkins de los Estados Unidos.

### Actividad profesional
Realizó una práctica en la Organización Panamericana de la Salud (OPS) en Washington D. C. y, posteriormente, desarrolló como consultor estrategias para la promoción de la salud.
En 1994, a los 26 años de edad, asumió como jefe de gabinete del economista Carlos Massad, titular del Ministerio de Salud. Posteriormente lo sería de su reemplazante, el médico Álex Figueroa, desde 1996.
En marzo de 2003 dejó su cargo de director del Centro de Referencia de Salud Peñalolén Cordillera Oriente para asumir como superintendente de Isapres por encargo de  Lagos. Fue el último en ocupar ese puesto debido a la promulgación de la ley que reformó por completo el sector a partir de 2005.
Asumió entonces como superintendente de Salud, cargo en el que fue confirmado por Bachelet en 2006 luego de someterse a concurso mediante el sistema de Alta Dirección Pública. Renunció a partir de abril de 2010, tras la llegada al poder del centroderechista Sebastián Piñera.
En 2018, asume como Decano de la Facultad de Medicina y Ciencia de la Universidad San Sebastián

## Nota
1. ↑  Su sucesor inmediato fue Vito Sciaraffia Merino, quien ocupó el cargo de forma no titular en espera de que se resolviese el concurso lanzado por el Sistema de Alta Dirección Pública. En éste, según la versión oficial, fue aventajado por quien sería el sucesor oficial de Inostroza, Luis Romero Strooy.